# Schlotheimia nossi-beana
Schlotheimia nossi-beana är en bladmossart som beskrevs av C. Müller in Bescherelle 1880. Schlotheimia nossi-beana ingår i släktet Schlotheimia och familjen Orthotrichaceae. Inga underarter finns listade i Catalogue of Life.